# Ябланица (община, Болгария)
Ябланица (болг. Община Ябланица) — община в Болгарии. Входит в состав Ловечской области. Население составляет 6527 человек (на 24.08.2007 г.).
Община Ябланица находится в северной части Предбалканья (средняя высота 400 м над уровнем моря), в 85 км от столицы страны — Софии. Административный центр общины — город Ябланица расположен на автомагистрали «Хемус» E 83. Статус города административный центр общины получил 27 июля 1969 года, а в 1979 году была образована община Ябланица. Площадь территории общины — 276 км² (4,9 % территории Ловечской области, 7-я территория по площади среди общин области); удалена от областного центра — города Ловеч на 70 км; граничит с общинами: Луковит, Правец, Роман и Тетевен.
Кмет общины Ябланица — Иван Райков Цаков по результатам выборов 2007 года в правление общины.

## Состав общины
В состав общины входят 9 населённых пунктов:
1. село Батулци
2. село Брестница
3. село Голяма-Брестница
4. село Добревци
5. село Дыбравата
6. село Златна-Панега
7. село Малык-Извор
8. село Орешене
9. город Ябланица